# Lista neagră de la Hollywood
Lista neagră de la Hollywood a fost o practică de la mijlocul sec. al-XX-lea de a nu oferi locuri de muncă unor scenariști, actori, regizori, muzicieni și altor profesioniști din industria de divertisment a SUA, din cauză că erau suspectați că aveau anumite convingeri politice. În general, artiștii care au fost excluși de la locul lor de muncă erau bănuiți de apartenență sau de simpatie cu Partidul Comunist American.

Literatură anticomunistă din anii 1950

## Cei 10 din lista neagră (1947)
Următoarele 10 persoane (Hollywood Ten) au fost citate de către Congresul SUA și au fost puse pe lista neagră deoarece au refuzat să răspundă la întrebările HUAC despre legătura acestora cu Partidul Comunist:
- Alvah Bessie, scenarist
- Herbert Biberman, scenarist și regizor
- Lester Cole, scenarist
- Edward Dmytryk, regizor
- Ring Lardner Jr., scenarist
- John Howard Lawson, scenarist
- Albert Maltz, scenarist
- Samuel Ornitz, scenarist
- Adrian Scott, producător și scenarist
- Dalton Trumbo, scenarist

#### Alții
- Hanns Eisler, compozitor[2]
- Bernard Gordon, scenarist[3]
- Joan LaCour Scott, scenarist[4]

### Persoane din listă din ianuarie 1948 - iunie 1950
- Ben Barzman, scenarist[5]
- Paul Draper, actor și dansator*[6]
- Sheridan Gibney, scenarist[7]
- Paul Green, dramaturg și scenarist[8]
- Lillian Hellman, dramaturg și scenarist*[9]
- Canada Lee, actor[10]
- Paul Robeson, actor și cântăreț[11]
- Edwin Rolfe, scenarist și poet[12]
- William Sweets, radio personalitate*[13]
- Richard Wright, scriitor[8]

### ListaRed Channels
(vezi de exemplu, Schrecker [2002], p. 244; Barnouw [1990], pp. 122–24)
| - Larry Adler, actor și muzician - Luther Adler, actor și regizor - Stella Adler, actriță și profesor - Edith Atwater, actriță - Howard Bay, scenic designer - Ralph Bell, actor - Leonard Bernstein, compozitor și dirijor - Walter Bernstein, scenarist - Michael Blankfort, scenarist[c] - Marc Blitzstein, compozitor - True Boardman, scenarist - Millen Brand, scriitor - Oscar Brand, folk cântăreț - J. Edward Bromberg, actor - Himan Brown, producător și regizor - John Brown, actor - Abe Burrows, dramaturg și poet liric - Morris Carnovsky, actor - Vera Caspary, scriitor - Edward Chodorov, scenarist și producător - Jerome Chodorov, scriitor - Mady Christians, actriță - Lee J. Cobb, actor - Marc Connelly, dramaturg - Aaron Copland, compozitor - Norman Corwin, scriitor - Howard Da Silva, actor - Roger De Koven, actor - Dean Dixon, conductor - Olin Downes, music critic - Alfred Drake, actor și cântăreț - Paul Draper, actor și dansator - Howard Duff, actor - Clifford J. Durr, attorney - Richard Dyer-Bennett, folk cântăreț - José Ferrer, actor - Louise Fitch (Lewis), actriță - Martin Gabel, actor - Arthur Gaeth, radio commentator - William S. Gailmor, journalist și radio commentator - John Garfield, actor - Will Geer, actor - Jack Gilford, actor și comedian - Tom Glazer, folk cântăreț - Ruth Gordon, actriță și scenarist - Lloyd Gough, actor - Morton Gould, pianist și compozitor - Shirley Graham, scriitor - Ben Grauer, radio și TV personalitate - Mitchell Grayson, radio producător și regizor - Horace Grenell, conductor și music producător | - Uta Hagen, actriță și profesor - Dashiell Hammett, scriitor - E. Y. "Yip" Harburg, poet liric - Robert P. Heller, television journalist - Lillian Hellman, dramaturg și scenarist - Nat Hiken, scriitor și producător - Rose Hobart, actriță - Judy Holliday, actriță și comedienne - Roderick B. Holmgren, journalist - Lena Horne, cântăreț și actriță - Langston Hughes, scriitor - Marsha Hunt, actriță - Leo Hurwitz, regizor - Charles Irving, actor - Burl Ives, folk cântăreț și actor - Sam Jaffe, actor - Leon Janney, actor - Joe Julian, actor - Garson Kanin, scriitor și regizor - George Keane, actor - Donna Keath, radio actriță - Pert Kelton, actriță - Alexander Kendrick, journalist și autor - Adelaide Klein, actriță - Felix Knight, cântăreț și actor - Howard Koch, scenarist - Tony Kraber, actor - Millard Lampell, scenarist - John La Touche, poet liric - Arthur Laurents, scriitor - Gypsy Rose Lee, actriță și ecdysiast - Madeline Lee, actriță[d] - Ray Lev, classical pianist - Philip Loeb, actor - Ella Logan, actriță și cântăreț - Alan Lomax, folklorist și musicologist - Avon Long, actor și cântăreț - Joseph Losey, regizor - Peter Lyon, television scriitor - Aline MacMahon, actriță - Paul Mann, regizor și profesor - Margo, actriță și dansator - Myron McCormick, actor - Paul McGrath, radio actor - Burgess Meredith, actor - Arthur Miller, dramaturg - Henry Morgan, actor - Zero Mostel, actor și comedian - Jean Muir, actriță - Meg Mundy, actriță - Lyn Murray, compozitor și choral regizor | - Ben Myers, attorney - Dorothy Parker, scriitor - Arnold Perl, producător și scriitor - Minerva Pious, actriță - Samson Raphaelson, scenarist și dramaturg - Bernard Reis, accountant - Anne Revere, actriță - Kenneth Roberts, scriitor - Earl Robinson, compozitor și poet liric - Edward G. Robinson, actor - William N. Robson, radio și TV scriitor - Harold Rome, compozitor și poet liric - Norman Rosten, scriitor - Selena Royle, actriță - Coby Ruskin, TV regizor - Robert William St. John, journalist, broadcaster - Hazel Scott, jazz și classical muzician - Pete Seeger, folk cântăreț - Lisa Sergio, radio personalitate - Artie Shaw, jazz muzician - Irwin Shaw, scriitor, dramaturg - Robert Lewis Shayon, former president of radio și TV regizors' guild - Ann Shepherd, actriță - William L. Shirer, journalist, broadcaster - Allan Sloane, radio și TV scriitor - Howard K. Smith, journalist, broadcaster - Gale Sondergaard, actriță - Hester Sondergaard, actriță - Lionel Stander, actor - Johannes Steel, journalist, radio commentator - Paul Stewart, actor - Elliott Sullivan, actor - William Sweets, radio personalitate - Helen Tamiris, choreographer - Betty Todd, regizor - Louis Untermeyer, poet - Hilda Vaughn, actriță - J. Raymond Walsh, radio commentator - Sam Wanamaker, actor - Theodore Ward, dramaturg - Fredi Washington, actriță - Margaret Webster, actriță, regizor și producător - Orson Welles, actor, scriitor și regizor - Josh White, blues muzician - Irene Wicker, cântăreț și actriță - Betty Winkler (Keane), actriță - Martin Wolfson, actor - Lesley Woods, actriță - Richard Yaffe, journalist, broadcaster |

### Alte persoane puse pe listă din iunie 1950
- Eddie Albert, actor[14]
- Lew Amster, scenarist[15]
- Richard Attenborough, actor, regizor și producător[16]
- Norma Barzman, scenarist[17]
- Sol Barzman, scenarist[18]
- Orson Bean, actor[19]
- Albert Bein, scenarist[15]
- Harry Belafonte, actor și cântăreț[20]
- Barbara Bel Geddes, actriță[21]
- Ben Bengal, scenarist[22]
- Seymour Bennett, scenarist[23]
- Leonardo Bercovici, scenarist[24]
- Herschel Bernardi, actor[25]
- John Berry, actor, scenarist și regizor[26]
- Henry Blankfort, scenarist[27]
- Laurie Blankfort, artist[27]
- Roman Bohnen, actor[28]
- Allen Boretz, scenarist și songscriitor[29]
- Phoebe Brand, actriță[30]
- John Bright, scenarist[31]
- Phil Brown, actor[32]
- Harold Buchman, scenarist[33]
- Sidney Buchman, scenarist[34]
- Luis Buñuel, regizor[35]
- Val Burton, scenarist[36]
- Hugo Butler, scenarist[37]
- Alan Campbell, scenarist[38]
- Charles Chaplin, actor, regizor și producător[39]
- Maurice Clark, scenarist[40]
- Richard Collins, scenarist[41]
- Charles Collingwood, radio commentator[42]
- Dorothy Comingore, actriță[43]
- Jeff Corey, actor[44]
- George Corey, scenarist[45]
- Irwin Corey, actor și comedian[46]
- Oliver Crawford, scenarist[47]
- John Cromwell, regizor[48]
- Charles Dagget, animator[49][e]
- Danny Dare, choreographer[50][f]
- Jules Dassin, regizor[51]
- Ossie Davis, actor [52]
- Ruby Dee, actriță [53]
- Dolores del Río, actriță[54]
- Karen DeWolf, scenarist[55]
- Howard Dimsdale, scriitor[56]
- Ludwig Donath, actor[28]
- Arnaud d'Usseau, scenarist[57]
- Phil Eastman, cartoon scriitor[58]
- Leslie Edgley, scenarist[59]
- Edward Eliscu, scenarist[60]
- Faith Elliott, animator[61]
- Cy Endfield, scenarist și regizor[62]
- Guy Endore, scenarist[57]
- Francis Edward Faragoh, scenarist[63]
- Frances Farmer, actriță[64]
- Howard Fast, scriitor[65]
- John Henry Faulk, radio personalitate[66]
- Jerry Fielding, compozitor[67]
- Carl Foreman, producător și scenarist[68]
- Anne Froelick, scenarist[56]
- Lester Fuller, regizor[69]
- Bert Gilden, scenarist[70]
- Lee Gold, scenarist[71]
- Harold Goldman, scenarist[72]
- Michael Gordon, regizor[73]
- Jay Gorney, scenarist[74]
- Lee Grant, actriță[75]
- Morton Grant, scenarist[76]
- Anne Green, scenarist[77]
- Jack T. Gross, producător[78]
- Margaret Gruen, scenarist[79]
- David Hilberman, animator[80]
- Tamara Hovey, scenarist[81]
- John Hubley, animator[82]
- Edward Huebsch, scenarist[83]
- Ian McLellan Hunter, scenarist[84]
- Kim Hunter, actriță[85]
- John Ireland, actor[86]
- Daniel James, scenarist[87]
- Paul Jarrico, producător și scenarist[88]
- Gordon Kahn, scenarist[56]
- Victor Kilian, actor[89]
- Sidney Kingsley, dramaturg[90]
- Alexander Knox, actor[91]
- Mickey Knox, actor[92]
- Lester Koenig, producător[93]
- Charles Korvin, actor[94]
- Hy Kraft, scenarist[95]
- Canada Lee, actor
- Constance Lee, scenarist[96]
- Robert Lees, scenarist[84]
- Carl Lerner, editor și regizor[97]
- Irving Lerner, regizor[98]
- Lewis Leverett, actor[99]
- Alfred Lewis Levitt, scenarist[100]
- Helen Slote Levitt, scenarist[100]
- Mitch Lindemann, scenarist[78]
- Norman Lloyd, actor[101]
- Ben Maddow, scenarist[102]
- Arnold Manoff, scenarist[103]
- John McGrew, animator[104]
- Ruth McKenney, scriitor[105]
- Bill Meléndez, animator[106]
- John "Skins" Miller, actor[107]
- Paula Miller, actriță[99]
- Josef Mischel, scenarist[108]
- Karen Morley, actriță[109]
- Henry Myers, scenarist[110]
- Mortimer Offner, scenarist[60]
- Alfred Palca, scriitor și producător[111]
- Larry Parks, actor[112]
- Leo Penn, actor[113]
- Irving Pichel, regizor[114]
- Louis Pollock, scenarist[115]
- Abraham Polonsky, scenarist și regizor[76]
- William Pomerance, animation executive[80]
- Vladimir Pozner, scenarist[116]
- Stanley Prager, regizor[81]
- John Randolph, actor[117]
- Maurice Rapf, scenarist[118]
- Rosaura Revueltas, actriță[119]
- Robert L. Richards, scenarist[87]
- Frederic I. Rinaldo, scenarist[120]
- Martin Ritt, actor și regizor[121]
- W. L. River, scenarist[55]
- Marguerite Roberts, scenarist[122]
- David Robison, scenarist[123]
- Naomi Robison, actriță[123]
- Louise Rousseau, scenarist[35]
- Jean Rouverol (Butler), actriță și scriitor[124]
- Shimen Ruskin, actor[59]
- Madeleine Ruthven, scenarist[125]
- Waldo Salt, scenarist[126]
- John Sanford, scenarist[127]
- Bill Scott, voice actor[49]
- Martha Scott, actriță[115]
- Joshua Shelley, actor[113]
- Madeleine Sherwood, actriță[128]
- Reuben Ship, scenarist[129]
- Viola Brothers Shore, scenarist[116]
- George Sklar, dramaturg[35]
- Art Smith, actor[99]
- Louis Solomon, scenarist și producător[130]
- Ray Spencer, scenarist[78]
- Janet Stevenson, scriitor[28]
- Philip Stevenson, scriitor[28]
- Donald Ogden Stewart, scenarist[131]
- Arthur Strawn, scenarist[132]
- Bess Taffel, scenarist[81]
- Julius Tannenbaum, producător[33]
- Frank Tarloff, scenarist[133]
- Shepard Traube, regizor și scenarist[36]
- Dorothy Tree, actriță[134]
- Paul Trivers, scenarist[135]
- George Tyne, actor[113]
- Michael Uris, scriitor[136]
- Peter Viertel, scenarist[137]
- Bernard Vorhaus, regizor[138]
- John Weber, producător[139]
- Richard Weil, scenarist[83]
- Hannah Weinstein, producător[140]
- John Wexley, scenarist[141]
- Michael Wilson, scenarist[142]
- Nedrick Young, actor și scenarist[143]
- Julian Zimet, scenarist[57]

## Vezi și
- McCarthism
- Negru

## Legături externe
- Documente FBI despre infiltrarea comunismului în industria cinematografică